# 印度單棘鮋
印度單棘鮋為絨皮鮋科單棘鮋屬的唯一一種，為熱帶海水魚，分布於印度西太平洋區，從印度東南部至暹羅灣、南海海域，棲息深度5-60公尺，體長可達3.1公分，棲息在珊瑚礁礫石底質的底層水域，生活習性不明。